# Внукова, Елена Леонидовна
Еле́на Леони́довна Вну́кова (бел. Алена Леанідаўна Унукава, родилась 14 октября 1965 года, Витебск) — советская и белорусская киноактриса.

## Биография
Елена Внукова родилась 14 октября 1965 года. в Витебске.
Получила образование в Белорусской государственной академии искусств.
Актриса театра и кино, автор-исполнитель песен. На Белорусском ТВ вела передачи : «Добрай раніцы, Беларусь!», «Телевитамин», «Моя страна».

## Фильмография
- 2005 — «Воскресенье в женской бане» — Наташа
- 1999—2001 — «Ускоренная помощь» — доктор Люда Румянцева
- 1998 — «Привет от Чарли-трубача» — Лиля
- 1997 — «Ботанический сад» — Медсестра
- 1997 — «Бег от смерти» — Люся
- 1995 — «Пейзаж с тремя купальщицами» — девушка на пробах
- 1994 — «Клетка обезьяны» — Эльза, Ганна
- 1994 — «Заколдованные» — Секретарь
- 1993—1997 — «Дела Лоховского» — Люси
- 1993 — «Пролог» (телефильм)
- 1993 — «Тутэйшыя» («Здешние») — Настя Побегунская
- 1991 — «Ятринская ведьма» — Cлужанка
- 1990 — «Дикий пляж» — Лена
- 1990 — «Однажды первого апреля» — Царевна
- 1989 — «Под небом голубым…» — Подружка

## Театральные работы
Театр им. Янки Купалы, Молодежный театр, Театр им. М. Горького, СХТ В.Ушакова
- «Завтра была война» — Искра Полякова
- «Цилиндр» — Рита
- «Надежда Путнина и другие» — Дочка
- «Собор Парижской богоматери» — Эсмеральда
- «Невероятный иллюзион Эрни» — Этель
- «Звезды на утреннем небе» — Лоран
- «За закрытыми дверями» — Эстель
- «Его сны» — Гала (жена Дали)
- «Кентервильское привидение» — Виргиния
- «Плутни Скапена» — Зербинетта
- «Что такое любовь» — Ведущая
- «Тойбеле и ее демон» — Тойбеле
- «Чтобы помнили…» (совместный белорусско-немецкий проект о Чернобыльской аварии для фестиваля в Германии, к 50-тилетию ЮНИСЭФ) — мама, учительница, Беларусь
- «Я хочу быть любимой» — Мэрилин Монро
- «Секрет Шахерезады» — Ученица Шахерезады
- «Ромео и Джульетта» — Джульетта
- «Волки и овцы» — Глафира
- «Деметриус» — Марина Мнишек
- «Мачеха» — Гертруда
- «Эдип» — Иокаста

Мюзиклы:
- «Гадкий утёнок» — Гадкий утёнок
- «Бедная Лиза» (антреприза) — Лиза

## Песни
2018 
- Судьба-Художница
- Я-Музыка
- Небо

2019 
- Я-Вино
- Соловушка
- Потому Что Весна

2020 
- Ты Нужен Мне
- Подарок

2021 
- Колыбельная Для Мамы

2022 
- Чтоб Рассказать О Любви...

2023
- Привет Из Минска
- Синяя Коза

2024
- Арэлi
- Я-Музыка (белорусская версия)
- Прывiтанне з Мiнска